# Mxmtoon
Maia, née le 9 juillet 2000, connue professionnellement sous le nom de mxmtoon (/ɛ m ɛ k s ɛ m ˈ t uː n / em-ex-em-TOON), est une auteure-compositrice-interprète et YouTubeuse américaine. Sa musique se caractérise par des paroles émotionnellement transparentes et confessionnelles et utilise souvent le ukulélé. Elle sort son premier EP, Plum Blossom en 2018 ; son premier album, The Masquerade (en) en 2019 ; des EP jumeaux en 2020 nommés Dawn (en) et Dusk (en) ; et son deuxième album studio Rising (en) (2022). En 2024, elle sort son troisième album studio, Liminal Space.
Maia commence à publier elle-même des chansons en secret en 2017, avant que la taille de sa présence en ligne ne devienne trop importante pour être dissimulée. En plus de son implication dans la musique, Maia est une streameuse sur Twitch, réalise un podcast et a publié deux romans graphiques. Elle collabore avec des artistes tels que Cavetown et Chloe Moriondo (en), et réside à Nashville, Tennessee.

## Jeunesse
Maia est née le 9 juillet 2000 à Oakland, en Californie ; elle grandit près du lac Merritt,. Sa mère est sino-américaine et son père est allemand et écossais. Pendant ses études, elle aime suivre des cours d'art et d'architecture. Elle s'intéresse à la musique dès son plus jeune âge ; son frère prend des cours de violon et en première année, Maia le rejoint. Quelques années plus tard, elle commence à jouer du violoncelle classique et de la trompette.
En cinquième année, elle auditionne pour le groupe de rock de son école. S'attendant à passer une audition pour le violoncelle, on lui demande plutôt de chanter la chanson d'Oasis Wonderwall, et finit par rejoindre le groupe en tant que chanteuse, où elle se souvient avoir chanté The Middle de Jimmy Eat World. En sixième année, elle commence à jouer de la guitare, apprenant en partie de son père.
Maia invente le nom « mxmtoon » sur son compte Instagram, où elle dessine des dessins animés. Elle lance une chaîne YouTube en septembre 2013 et commence à jouer du ukulélé au collège. Elle écrit sa première chanson à l'âge de 13 ans.

## Carrière

### 2017–2018:Plum Blossom
Maia commence à publier elle-même des chansons sur YouTube sous le pseudonyme en ligne « mxmtoon » en 2017 ; le nom est dérivé de ses initiales. Bien qu'elle ait commencé sa carrière en secret, la croissance ultérieure de sa présence en ligne l'oblige à révéler son activité dans ce domaine à sa famille. Ses premières œuvres sont enregistrées avec GarageBand dans la chambre d'amis de ses parents, et des pistes de percussions sont créées avec des objets trouvés tels que des fers à lisser. Après avoir initialement tenté d'écrire des chansons comiques, elle commence à écrire dans un style confessionnel.
Sa collaboration de 2017 avec le producteur lo-fi Peachy, Falling for U, devient l'une des premières chansons phares ; elle a depuis recueilli plus de trois cents millions de streams sur Spotify,. En 2018, Maia sort son premier EP, Plum Blossom accompagné du Plum Blossom Tour, prévu pour le mois de mars de l'année suivante. Alors qu'il est initialement prévu cinq concerts aux États-Unis avec son compatriote auteur-compositeur-interprète californien Khai Dreams en mars 2019, la tournée se déroule à guichets fermés et est prolongée pour inclure des concerts supplémentaires en Amérique du Nord et en Europe,, y compris des apparitions en première partie du YouTubeur Cavetown,.
Après le lycée, Maia prend une année sabbatique en reportant ses études à l'université pour se concentrer sur sa musique. Elle prévoyait d'étudier l'architecture après avoir obtenu son diplôme d'études secondaires, jusqu'à ce que sa musique devienne virale en avril 2018.

### 2019–2021:The Masquerade,DawnetDusk

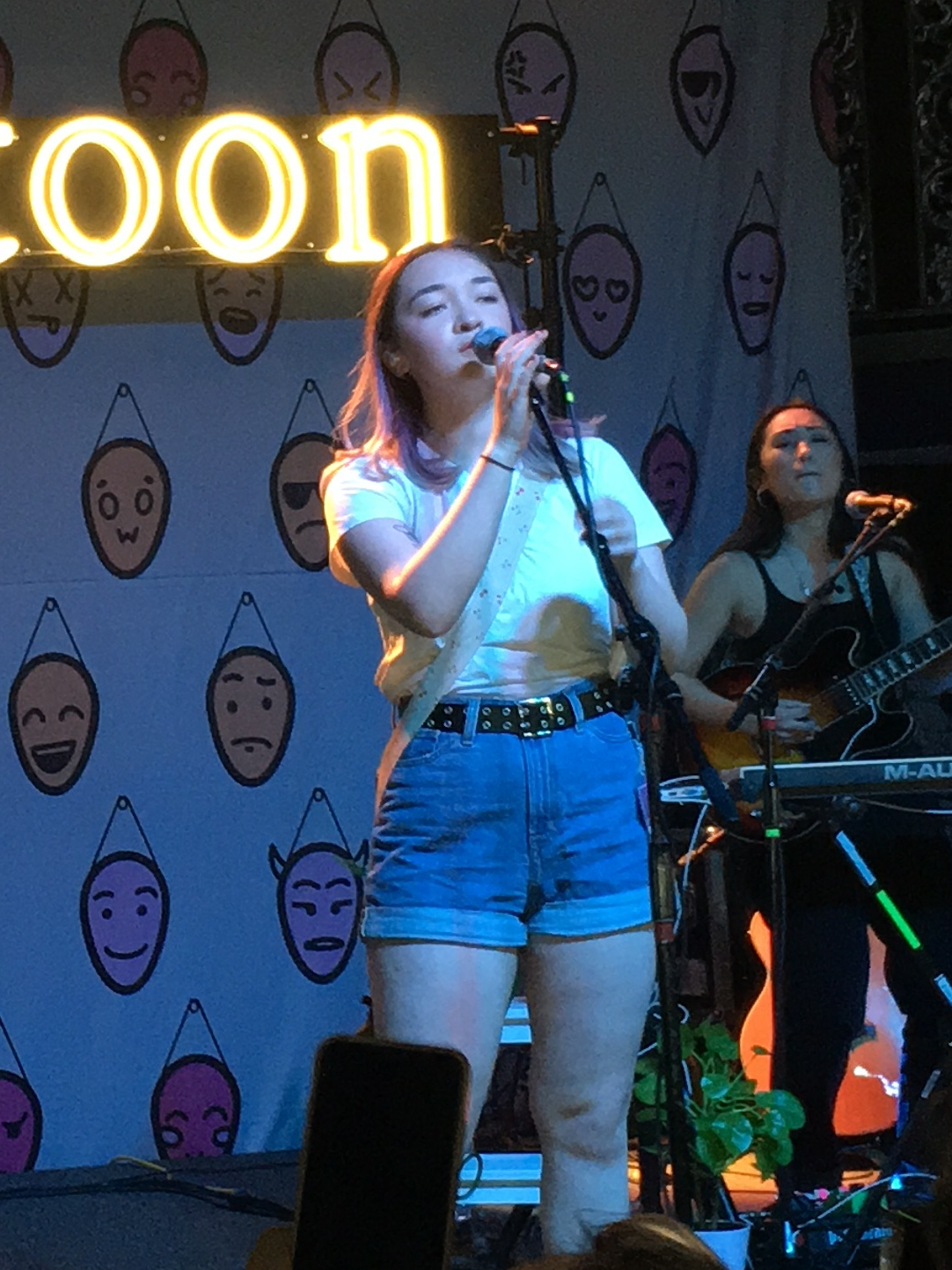
Mxmtoon en concert en 2019.

Le premier album studio de Maia, The Masquerade, sort le 17 septembre 2019 ; l'album atteint la 45e place du US Indie Albums Chart,. Prom Dress, le premier single, trouve une utilisation considérable sur la plateforme de médias sociaux TikTok, où il est utilisé dans plus de cent mille vidéos. La sortie de l'album est accompagnée de 21 Days, un podcast au format journal audio de Spotify qui concerne les activités de Maia alors qu'elle travaillait sur le projet à New York,. Pour soutenir l'album, Maia se lance dans la tournée The Masquerade Tour, en Amérique du Nord et au Royaume-Uni, le même mois que la sortie de l'album. Son premier roman graphique, The Adventures Of mxmtoon: The Masquerade, commence à être vendu en octobre 2019. Le mois suivant, Maia signe avec le label Kobalt Music Group (en), dans le cadre d'un contrat d'édition mondial,. Elle sort un album de remix, The Masquerade (The Edits) peu de temps après, et enregistre Prom Dress en Simlish, la langue fictive utilisée dans Les Sims.
Maia sort son premier single de 2020, Fever Dream, en janvier. Fever Dream est suivi par l'EP Dawn en avril ; l'EP d'accompagnement Dusk sort en octobre. Dans une interview donnée dans l'interrègne entre les sorties des deux EP, Maia détaille son intention de faire une musique qui « dit gracieusement merci et au revoir » à son travail passé. Dawn et Dusk sont bientôt fusionnés pour former l'album Dawn & Dusk ; entre-temps, elle lance également un podcast historique quotidien, 365 days with mxmtoon.
Maia est présentée dans la Hype List de Dork (en) en 2020, aux côtés d'artistes tels que Girl in Red, Beabadoobee et Maisie Peters,. En mars de l'année suivante, elle est annoncée comme la voix chantée d'Alex Chen (en), le protagoniste du jeu Life Is Strange: True Colors de Square Enix. Un EP d'accompagnement intitulé True Colors (from Life is Strange) sort simultanément.

### 2022:Rising
En février 2022, Maia annonce une tournée nord-américaine pour son prochain album Rising (en), intitulé Rising (the tour) ; il est indiqué que sa collègue musicienne Chloe Moriondo (en) la rejoindrait en concert. Elle sort également Mona Lisa, qui sert de single principal à l'album. D'autres dates de tournée à travers le Royaume-Uni, l'Europe et l'Australasie sont annoncées le mois suivant, avec Ricky Montgomery (en) l'accompagnant lors des tournées européennes et britanniques.
Rising sort le 20 mai, après les sorties des singles Sad Disco, Victim of Nostalgia et Coming of Age. Une version deluxe suit en septembre, qui comprend la chanson Plastic Pony, qui gagne en streams après avoir été présentée dans le film Ruby, l'ado Kraken.

### 2023:Plum Blossom (Revisited)
Le 2 octobre 2023, Maia annonce le réenregistrement de son premier EP Plum Blossom, qui sort le 10 novembre 2023. Elle dévoile également une tournée d'accompagnement.
Le 5 octobre, elle publie Feelings are Fatal sur les services de streaming. Le 25 octobre, elle sort The Idea of You. Lors de sa sortie, l'EP est acclamé par la critique pour sa qualité sonore moderne et pour la voix plus mature de Maia.

### 2024-présent:Liminal Space
Maia fait la première partie de la tournée The Maybe Man d'AJR à l'été 2024.
Le 29 juin, Maia révèle son single I Hate Texas en ouverture de la tournée. Par la suite, elle sort la chanson The Situation avec Kero Kero Bonito le 4 septembre et annonce également son troisième album studio, intitulé Liminal Space, sorti le 1er novembre.
Maia sort également un troisième single, Rain, dans le cadre du lancement de l'album le 10 octobre. La tournée Liminal Space Tour qui l'accompagne devrait débuter en 2025, à partir de Nashville le 18 février et se terminer à Belfast le 29 avril.

## Image publique
« I can be as ridiculous as I want but I can also be an emo teenager and people like both sides. »

— mxmtoon
Maia est créditée dans les critiques de NPR comme ayant une « présence intime et attachante ». Sa musique est décrite comme « des airs folk-pop chaleureux avec des ornementations acoustiques », « une part de pop acoustique à la Kina Grannis, mélangée à un lyrisme pointu et à des mélodies avant-gardistes et décalées proches de Fiona Apple ou PJ Harvey » et un art qui « explore des thèmes tels que les épreuves de l'amour, le fait d'être un fardeau pour ceux qui sont proches de vous et de vous connecter à l'héritage de votre famille ». Joshua Bote de Paste écrit que Maia « pourrait être l'auteure-compositrice dont une nouvelle génération a besoin », notant qu'elle est « faite pour cette époque » et qu'elle est « armée d'un ukulélé, d'un charme sardonique et d'une connaissance des médias sociaux » ; il poursuit en la décrivant comme « vraiment, vraiment douée sur Internet ».
Grant Rindner de Nylon écrit : « Avec un engagement à couvrir des sujets qu'elle entend rarement aborder par d'autres artistes, et une compréhension aiguë de la façon de créer des liens avec son public, elle est devenue une auteure-compositrice-interprète charmante et attachante avec une plate-forme massive. ». Après avoir assisté à la performance de Maia au Gramercy Theatre, Briana Younger de The New Yorker écrit : « Elle a chanté des problèmes de routine au lycée, comme le doute de soi paralysant et l'amour non partagé, avec une sophistication émotionnelle qui nous a rappelé qu'il y a des choses que nous ne surmontons jamais. » Joe Coscarelli du New York Times compare le style lo-fi de Maia à celui de Girl in Red, Clairo et Beabadoobee, ainsi qu'à la « simplicité » folk-pop de Regina Spektor et The Moldy Peaches ; il la décrit comme un personnage « qui déborde de sérieux et de rires », et sa montée en popularité comme l'assemblage d'un « mini-empire indépendant et bricolé presque par accident ».
Maia reste active sur TikTok, où elle accumule près de trois millions d'abonnés et 140 millions de likes, en janvier 2023. À ce jour, elle a des présences en ligne sur Vine, Tumblr, Facebook, Twitch, Snapchat, Bandcamp, Pinterest et SoundCloud, ainsi que sur TikTok. Elle diffuse également sur Twitch, où elle compte plus de deux cent mille abonnés.

## Talent artistique

### Influences
Maia cite Arctic Monkeys, The Black Keys, Sufjan Stevens et Elliott Smith comme ses influences. Elle s'inspire également d'artistes féminines, comme Clairo.

## Vie personnelle
Maia est une femme bisexuelle issue d'une famille d'immigrants et vit actuellement à Brooklyn, New York, où elle écrit, enregistre et produit sa propre musique depuis sa maison qu'elle partage avec son jeune frère. Elle obtient son diplôme d'études secondaires en 2019. Dans la jeunesse de Maia, ses parents écoutaient du R&B et du hip-hop, notamment Salt-N-Pepa et A Tribe Called Quest, qu'elle écoute toujours « par nostalgie ».
Maia a reçu un diagnostic de trouble dysphorique prémenstruel ; en 2021, elle s'associe à Kotex, une marque qui vend des produits d'hygiène menstruelle, pour discuter de son expérience de vie avec ce trouble.

## Discographie

### Albums studio
| Titre          | Détails | Meilleure position | Meilleure position |
| Titre          | Détails | US Heat.           | US Indie           |
| -------------- | --- | ------------------ | ------------------ |
| The Masquerade | - Sortie : 17 septembre 2019 - Étiquette : Auto-produit - Format : CD, LP, cassette, téléchargement numérique, streaming      | 17                 | 45                 |
| Rising         | - Sortie : 20 mai 2022 - Étiquette : Autoproduit, AWAL - Format : CD, LP, cassette, téléchargement numérique, streaming       | —                  | —                  |
| Liminal Spac   | - Sortie : 1er novembre 2024 - Étiquette : Autoproduit, AWAL - Format : CD, LP, cassette, téléchargement numérique, streaming | —                  | —                  |

### Albums de compilation
| Titre       | Détails |
| ----------- | --- |
| Dawn & Dusk | - Sortie : 23 septembre 2020 - Étiquette : Autoproduit, AWAL - Format : LP, téléchargement numérique, streaming |

### EPs
| Title                              | Details                                                                                                 | Meilleure position |
| Title                              | Details                                                                                                 | US Curr.           |
| ---------------------------------- | --- | ------------------ |
| Plum Blossom                       | - Sortie : 7 décembre 2018 - Label : Autoproduit - Formats : CD, cassette, téléchargement, streaming    | —                  |
| Plum Blossom (The Edits)           | - Sortie : 26 avril 2019 - Label : Autoproduit - Formats : téléchargement, streaming                    | —                  |
| The Masquerade (The Edits)         | - Sortie : 22 novembre 2019 - Label : Autoproduit - Formats : téléchargement, streaming                 | —                  |
| Dawn                               | - Sortie : 22 avril 2020 - Label : Autoproduit, AWAL - Formats : téléchargement, streaming, cassette    | —                  |
| Dawn (The Edits)                   | - Sortie : 24 juillet 2020 - Label : Autoproduit, AWAL - Formats : téléchargement, streaming            | —                  |
| Dusk                               | - Sortie : 1er octobre 2020 - Label : Autoproduit, AWAL - Formats : téléchargement, streaming, cassette | —                  |
| Dusk (The Edits)                   | - Sortie : 19 février 2021 - Label : Autoproduit, AWAL - Formats : téléchargement, streaming            | —                  |
| True Colors (from Life Is Strange) | - Sortie : 10 septembre 2021 - Label : Autoproduit, AWAL - Formats : téléchargement, streaming          | 83                 |

## Autres médias

### Romans graphiques
- The Adventures Of mxmtoon: The Masquerade (avec Ellie Black), 2019.
- The Adventures Of mxmtoon: Dawn & DuskLes aventures de mxmtoon : Aube et crépuscule, 2022[59].

### Jeux vidéo
Maia contribue à la musique de plusieurs projets de jeux vidéo, notamment Les Sims, Life Is Strange: True Colors, et sa musique et son image sont incluses dans le DLC Dave the Diver - Dave & Friends sorti le 24 octobre 2024.

## Tournées
En tête d'affiche
- Plum Blossom Tour (2019)
- The Masquerade Tour (2019)
- dawn & dusk Tour (annulée)
- Rising (The Tour) (2022)
- plum blossom (revisited) Tour (2023)
- The Liminal Space Tour (2025)